# Puchar Europy Mistrzów Klubowych w piłce siatkowej (1978/1979)
Puchar Europy Mistrzów Krajowych 1978/1979 – 20. sezon Pucharu Europy Mistrzów Krajowych rozgrywanego od 1959 roku, organizowanego przez Europejską Konfederację Piłki Siatkowej (CEV) w ramach europejskich pucharów dla męskich klubowych zespołów siatkarskich "starego kontynentu".

## Drużyny uczestniczące
| Państwo        | Drużyna                    |
| -------------- | -------------------------- |
| Albania        | Dinamo Tirana              |
| Belgia         | Ibis Kortrijk              |
| Bułgaria       | CSKA Sofia                 |
| Czechosłowacja | Červená hviezda Bratysława |
| Finlandia      | NMKY Pieksämäki            |
| Francja        | Racing Paryż               |
| Hiszpania      | Real Madryt                |
| Jugosławia     | Partizan Belgrad           |
| Holandia       | PVC/Blokkeer Rijswijk      |
| Luksemburg     | Aris Bonnevoie             |
| Norwegia       | OSI Oslo                   |
| Polska         | AZS Olsztyn                |
| Polska         | Płomień Milowice           |
| NRD            | SC Dynamo Berlin           |
| RFN            | TSV 1860 Monachium         |
| Rumunia        | Steaua Bukareszt           |
| Szwajcaria     | VBC Bienne                 |
| Szwecja        | Lidingö SK                 |
| Turcja         | Eczacıbaşı Stambuł         |
| Węgry          | Csepel SC                  |
| Włochy         | Paoleti Katania            |

## Runda wstępna
| Data | Drużyna 1             | Wynik | Drużyna 2             | Sety                            |
| ---- | --------------------- | ----- | --------------------- | ------------------------------- |
|      | OSI Oslo              | 0:3   | Lidingö SK            |                                 |
|      | Lidingö SK            |       | OSI Oslo              |                                 |
|      |                       |       |                       |                                 |
|      | VBC Bienne            | 3:0   | Aris Bonnevoie        |                                 |
|      | Aris Bonnevoie        | 1:3   | VBC Bienne            |                                 |
|      |                       |       |                       |                                 |
|      | Dinamo Tirana         | 3:1   | Eczacıbaşı Stambuł    |                                 |
|      | Eczacıbaşı Stambuł    | 3:0   | Dinamo Tirana         |                                 |
|      |                       |       |                       |                                 |
|      | SC Dynamo Berlin      | 0:3   | NMKY Pieksämäki       |                                 |
|      | NMKY Pieksämäki       | 3:2   | SC Dynamo Berlin      |                                 |
|      |                       |       |                       |                                 |
|      | PVC/Blokkeer Rijswijk | 3:2   | AZS Olsztyn           | 4:15, 15:13, 7:15, 15:13, 15:11 |
|      | AZS Olsztyn           | 3:1   | PVC/Blokkeer Rijswijk | 15:6, 15:11, 11:15, 15:11       |

## Faza finałowa

### Runda 1/8
| Data | Drużyna 1                  | Wynik | Drużyna 2                  | Sety                      |
| ---- | -------------------------- | ----- | -------------------------- | ------------------------- |
|      | Červená hviezda Bratysława | 3:0   | Real Madryt                |                           |
|      | Real Madryt                | 2:3   | Červená hviezda Bratysława |                           |
|      |                            |       |                            |                           |
|      | CSKA Sofia                 | 3:0   | Paoleti Katania            |                           |
|      | Paoleti Katania            | 3:0   | CSKA Sofia                 |                           |
|      |                            |       |                            |                           |
|      | Steaua Bukareszt           | 3:0   | Csepel Budapeszt           |                           |
|      | Csepel Budapeszt           | 1:3   | Steaua Bukareszt           |                           |
|      |                            |       |                            |                           |
|      | AZS Olsztyn                | 3:0   | Racing Paryż               | 15:2, 15:9, 17:15         |
|      | Racing Paryż               | 3:1   | AZS Olsztyn                | 15:11, 17:15, 11:15, 15:6 |
|      |                            |       |                            |                           |
|      | Płomień Milowice           | 3:0   | Partizan Belgrad           | 15:10, 16:14, 15:7        |
|      | Partizan Belgrad           | 3:1   | Płomień Milowice           | 15:9, 15:13, 8:15, 15:8   |
|      |                            |       |                            |                           |
|      | Eczacıbaşı Stambuł         | 3:0   | Ibis Kortrijk              |                           |
|      | Ibis Kortrijk              | 3:0   | Eczacıbaşı Stambuł         |                           |
|      |                            |       |                            |                           |
|      | NMKY Pieksämäki            | 3:0   | VBC Bienne                 |                           |
|      | VBC Bienne                 | 1:3   | NMKY Pieksämäki            |                           |
|      |                            |       |                            |                           |
|      | Lidingö SK                 | 2:3   | TSV 1860 Monachium         |                           |
|      | TSV 1860 Monachium         |       | Lidingö SK                 |                           |

### Ćwierćfinał
| Data | Drużyna 1                  | Wynik | Drużyna 2                  | Sety                      |
| ---- | -------------------------- | ----- | -------------------------- | ------------------------- |
|      | Červená hviezda Bratysława | 3:0   | CSKA Sofia                 |                           |
|      | CSKA Sofia                 | 0:3   | Červená hviezda Bratysława |                           |
|      |                            |       |                            |                           |
|      | Steaua Bukareszt           | 3:0   | AZS Olsztyn                | 15:7, 15:13, 15:8         |
|      | AZS Olsztyn                | 3:0   | Steaua Bukareszt           | 15:9, 15:13, 15:11        |
|      |                            |       |                            |                           |
|      | Płomień Milowice           | 3:0   | Eczacıbaşı Stambuł         | 15:10, 15:8, 15:9         |
|      | Eczacıbaşı Stambuł         | 1:3   | Płomień Milowice           | 13:15, 9:15, 15:12, 10:15 |
|      |                            |       |                            |                           |
|      | NMKY Pieksämäki            | 3:0   | Lidingö SK                 |                           |
|      | Lidingö SK                 | 3:2   | NMKY Pieksämäki            |                           |

### Final Four
Turniej finałowy odbył się w dniach 20–21 lutego 1979 roku w Brukseli.

### Półfinał
| Data  | Drużyna 1                  | Wynik | Drużyna 2        | Sety                          |
| ----- | -------------------------- | ----- | ---------------- | ----------------------------- |
| 21.02 | Červená hviezda Bratysława | 3:2   | Płomień Milowice | 15-9, 15-13, 9-15, 7-15, 15-7 |
| 21.02 | Steaua Bukareszt           | 3:1   | NMKY Pieksämäki  | 11:15, 19:17, 15:12, 15:8     |

### Mecz o 3. miejsce
| Data  | Drużyna 1        | Wynik | Drużyna 2       | Sety                     |
| ----- | ---------------- | ----- | --------------- | ------------------------ |
| 21.02 | Płomień Milowice | 3:1   | NMKY Pieksämäki | 15:4, 12:15, 15:6, 15:10 |

### Finał
| Data  | Drużyna 1                  | Wynik | Drużyna 2        | Sety                          |
| ----- | -------------------------- | ----- | ---------------- | ----------------------------- |
| 21.02 | Červená hviezda Bratysława | 3:2   | Steaua Bukareszt | 15:7, 8:15, 15:9, 14:16, 15:9 |

## Klasyfikacja końcowa
| Miejsce | Drużyna                    |
| ------- | -------------------------- |
| złoto   | Červená hviezda Bratysława |
| srebro  | Steaua Bukareszt           |
| brąz    | Płomień Milowice           |
| 4.      | NMKY Pieksämäki            |